# Schaprode
Schaprode este o comună în districtul Rügen, landul Mecklenburg-Pomerania Inferioară, Germania.
Comuna Schaprode este compusă din opt sate: Granskevitz, Lehsten, Neuholstein, Poggenhof, Seehof, Schaprode, Streu și Udars.
1. ↑  Alle politisch selbständigen Gemeinden mit ausgewählten Merkmalen am 31.12.2018 (4. Quartal) (în germană), Statistisches Bundesamt[*], arhivat din original la 10 martie 2019, accesat în 10 martie 2019